# Le migliori
Le migliori è il secondo album in studio in duetto dei cantanti italiani Mina e Adriano Celentano, pubblicato l'11 novembre 2016 da Clan/PDU e distribuito da Sony Music Italy. L'album è stato ripubblicato il 1º dicembre 2017 nel cofanetto Tutte le migliori. È l'album più venduto in Italia nel 2016.

## Storia
Nel mese di marzo 2015 cominciano a sollevarsi indiscrezioni su una nuova collaborazione artistica tra Celentano e Mina, specie dopo il messaggio di auguri inviato da Celentano, tramite il suo blog, a Mina per i suoi 75 anni in cui Adriano scriveva "E adesso è proprio ciò che dovrete scoprire". Il 20 ottobre 2015 viene confermato ufficialmente che Celentano sta incidendo un nuovo disco di brani inediti e cover con Mina, la cui uscita è prevista per la primavera del 2016. A distanza di 18 anni dal precedente album del duo, Mina Celentano, i due tornano a lavorare insieme. Secondo quanto rivelato dal Corriere della Sera, le registrazioni sarebbero cominciate all'inizio dell'estate 2015, e si sarebbero svolte nello studio di Celentano a Galbiate e in quello di Mina a Lugano.
«Il titolo dell’album nasce da un messaggio di buon compleanno che Adriano, dal suo blog, inviò a Mina l’anno scorso, firmandosi "le migliori", con riferimento a Mina e a sé stesso; partendo da questo, Mauro Balletti ha realizzato la copertina, con due Mine e due Celentani a una sfilata di moda dove la passerella è la strada. Tutte e quattro vestite da donna.»
Il progetto è stato pubblicato in 3 edizioni: Edizione standard, Edizione Deluxe con 2 CD, Vinile. L'edizione deluxe, oltre all'album, ha un altro CD che contiene dei dialoghi di Mina e Celentano avvenuti nella pausa caffè durante la lavorazione del disco, più delle cartoline esclusive e poster. L'edizione in vinile è disponibile in versione "Vinile Nero" e, in esclusiva per Amazon, in altre due differenti versioni con due differenti immagini.
A Natale 2017 esce il cofanetto-evento "Tutte le migliori" contenente il singolo "Eva" e 2 dischi nella versione standard, e quattro dischi nella versione Deluxe.
Il 1º dicembre 2017 l'interno album è stato ripubblicato con altri brani nella raccolta Tutte le migliori, in quattro versioni:
- Versione Standard: 2 CD che includono l'inedito Eva e una raccolta dei migliori duetti di Mina e Celentano, ed i loro più grandi successi.
- Versione Deluxe: 4 CD - Include i due CD della versione standard, più l'album Mina Celentano del 1998 e Le migliori del 2016, più 6 bellissime cartoline.
- Versione Vinile: 3 LP in vinile nero con brani da Le Migliori e una selezione dei loro grandi successi.
- Versione Picture Disc: 3 LP contenenti i più bei duetti più l'inedito Eva confezionati in busta trasparente con copertine tratte dai disegni.

## Accoglienza
Il disco debutta al secondo posto della Classifica FIMI Album, salendo in vetta nella settimana 9-15 dicembre 2016. Le vendite del disco hanno un grande successo, ottenendo 5 dischi di platino in poche settimane e raggiungendo il 7º disco di platino a marzo 2018 per aver venduto 350 000 copie.

## Promozione

### Singoli
Il primo singolo Amami amami è stato pubblicato il 21 ottobre. Il 6 gennaio esce il secondo singolo A un passo da te. Il 24 marzo in radio esce il terzo singolo Ma che ci faccio qui, mentre il 23 giugno viene estratto come quarto singolo Se mi ami davvero. Il 1º dicembre 2017 esce la re-edizione dell'album, con il cofanetto evento Tutte le migliori, anticipato dal singolo Eva. I singoli Amami amami e A un passo da te ottengono rispettivamente il disco d'oro per aver venduto più di 25 000 copie e quello di platino per averne vendute più di 50.000.

### Videoclip
Dall'album sono stati tratti sei videoclip: Il videoclip di Amami Amami, primo singolo del disco, di È l'amore, Se mi ami davvero e Prisencolinensinainciusol. Questi ultimi tre video musicali sono stati mostrati in anteprima durante lo speciale "Dedicato a MinaCelentano" andato in onda su Rai 1 il 12 dicembre 2016. Il videoclip di "A un passo da te" è uscito nel 6 gennaio 2017, giorno del compleanno di Adriano Celentano.
- Amami Amami, girato a Venice Beach, a Los Angeles, e diretto da Gaetano Morbioli
- È l'amore, girato in Turchia e diretto dal regista Ferzan Özpetek
- Se mi ami davvero diretto da Carlo Verdone e con protagonisti lo stesso Verdone e Geppi Cucciari
- Prisencolinensinainciusol girato a Milano da Gaetano Morbioli e con guest star Roberto Bolle e Adriano Celentano
- A un passo da te girato da Gaetano Morbioli
- Ma che ci faccio qui girato da Gaetano Morbioli

## Tracce
1. Amami amami (Ma'agalim) – 3:18 (testo: Riccardo Sinigallia – musica: Idan Raichel)
2. È l'amore – 3:39 (testo: Andrea Mingardi – musica: Andrea Mingardi, Maurizio Tirelli)
3. Se mi ami davvero – 3:42 (Mondo Marcio)
4. Ti lascio amore – 5:13 (Toto Cutugno, Mario Culotta, Fabrizio Berlincioni)
5. A un passo da te (ragione e sentimento) – 4:31 (Fabio Ilacqua)
6. Non mi ami – 3:59 (testo: Salvatore Marletta, Federico Spagnoli, Walter Dallari – musica: Salvatore Marletta, Federico Spagnoli)
7. Ma che ci faccio qui – 4:01 (Pietro Paletti)
8. Sono le tre – 3:47 (Luca Rustici, Philippe Leon)
9. Adriano Celentano – Il bambino col fucile – 2:44 (Francesco Gabbani)
10. Mina – Quando la smetterò – 3:57 (testo: Loriana Lana – musica: Aldo Donati)
11. Come un diamante nascosto nella neve – 3:46 (Marco Bruni)
12. Prisencolinensinainciusol – 4:08 (Adriano Celentano Benny Benassi rmx)

Durata totale: 46:45
CD 2 (Deluxe Edition) –  Dietro le quinte
1. Il solo è stupendo – 0:29
2. I grandiosi – 0:23
3. Non si vedrà nessuno – 0:47
4. Di spalle – 0:30
5. Cosa devo fare oggi? – 0:24
6. Vuoi un caffè? – 0:27
7. Per me era lui – 0:44
8. Trasmissione pirata – 0:20
9. Non ho freddo – 0:18
10. Giochiamo a carte – 0:48
11. I'm all shook up – 0:49
12. L'Inter – 0:20
13. C'è qualche cosa che non va – 0:53
14. I will drink the wine – 1:22

Durata totale: 8:34

## Formazione
- Mina – voce
- Adriano Celentano – voce
- Luca Meneghello – chitarra, basso
- Lorenzo Poli – basso
- Giorgio Cocilovo – chitarra acustica, chitarra elettrica
- Ugo Bongianni – tastiera, programmazione, pianoforte
- Massimo Tagliata – fisarmonica
- Celso Valli – tastiera, programmazione, pianoforte, batteria elettronica, percussioni, sintetizzatore
- Giordano Mazzi – fischio, programmazione, batteria elettronica, percussioni
- Mattia Tedesco – chitarra acustica, basso, chitarra elettrica
- Paolo Valli – batteria, programmazione, batteria elettronica
- Aldo Betto – chitarra elettrica
- Francesco Gabbani – chitarra acustica, programmazione
- Danilo Rea – pianoforte, Fender Rhodes
- Massimo Moriconi – basso
- Alfredo Golino – batteria
- Giorgio Secco – chitarra
- Massimo Varini – chitarra acustica, chitarra elettrica
- Tommy Ruggero – percussioni
- Mondo Marcio – tastiera, programmazione
- Valentino Corvino – viola, violino
- Davide Ghidoni – tromba
- Sandro Comini – trombone
- Gabriele Bolognesi – sax
- Massimiliano Pani, Fabio Ilacqua – cori

## Classifiche
| Classifica settimanale | Posizione massima |
| ---------------------- | ----------------- |
| Italia (album)         | 1                 |
| Italia (vinili)        | 1                 |
| Svizzera               | 23                |

Classifica di fine anno 2016
#1 Album: Le Migliori (album più venduto dell'anno con +150 000 copie)
#2 Vinile : Le Migliori
Classifica di fine anno 2017
#4 Album: con +142 000 copie vendute nel 2017 (comprende anche le copie di Tutte le migliori)
Classifica di fine anno 2018
#33 Album: con +50 000 copie vendute nel 2018 (comprende anche le copie di Tutte le migliori)